# Erhard Scherfer
Erhard Scherfer (* 19. April 1960 in Lünen) ist ein deutscher Fernsehmoderator und Redakteur.

## Leben
Von 1982 bis 1988 studierte Scherfer Publizistik, Anglistik und Politikwissenschaften an der WWU Münster und machte dort seinen Abschluss mit einer Kommunikatorstudie über Journalisten im privaten Hörfunk. Von 1988 bis 1992 war er zunächst Volontär, später Redakteur bei der Westfälischen Rundschau in Dortmund. Von 1992 bis 1994 war Scherfer Redakteur in der Nachrichtenredaktion des Fernsehsenders VOX, 1994/1995 Autor und freier Mitarbeiter beim WDR. Als Chef vom Dienst in den Produktionsfirmen „Non Fiction“ und „Filmpool“ arbeitete er für die Fernsehsendungen Exakt (VOX), Thilo, News und Themen (ProSieben) und Jetzt reicht’s (Sat.1). 1998 wurde Scherfer zunächst Redakteur und Reporter beim Fernsehsender Phoenix, später dort auch Moderator und stellvertretender Redaktionsleiter. Seit Januar 2011 ist er als Phoenix-Korrespondent im ARD-Hauptstadtstudio tätig. Er macht seit 2019 gemeinsam mit dem Politikwissenschaftler Thorsten Faas den Politikpodcast Unter 3 bei Phoenix.
Scherfer hat eine Tochter und lebt in Berlin.

## Auszeichnungen (Auswahl)
- 2018: Preis der Bundespressekonferenz (mit Gerd-Joachim von Fallois)